# Francisco Navarro de Egui
Francisco Navarro de Egui o Eugui Fue un religioso español del del siglo XVI y del siglo XVII, nacido en Bulbuente en fecha desconocida, fue canónigo y tesorero de la catedral de Tarazona, y Obispo de Huesca hasta su muerte en 1641.

## Biografía

### Primeros años y juventud
Los datos sobre Francisco Navarro de Egui son bastante escasos. Se conoce que nació en Bulbuente sobre el tercer cuarto del siglo XVI, y que tenía tres hermanos, dos hermanas fallecidas y su hermano Miguel Lamberto Navarro de Eugui, ya que consta en el testamento dictado en mayo de 1607. El 03 de abril de 1579 se graduó en el bachiller canónico en la Universidad de Huesca y tras la muerte de Martín de Mezquita, el 18 de febrero de 1594 accedió al puesto de canónigo y tesorero de la catedral de Tarazona.

### Mandato Episcopal
En 1628, habiendo fallecido Juan Moriz de Salazar el 1 de enero, el 29 de mayo de 1628 fue elegido Obispo de Huesca, tomando posesión del cargo el 29 de noviembre de 1628.
Durante su mandato él se quedó ciego, y tuvo que solicitar asistencia al rey Felipe IV y al papa Urbano VIII, de un coadjutor, que recayó en su sobrino Pedro Miguel de Balsorga, que tenía derecho a sucesión en el cargo, aunque este falleció en 1635. En 1639 Urbano VIII nombró a Esteban de Esmir como coadjutor y sucesor.

### Últimos Años
En 1636 y el siguiente año, fue elegido diputado ante la diputación del reino, en representación de la iglesia. El 01 de enero de 1641 fallecía en Huesca, y le relevo Esteban de Esmir.

## Los Navarro de Egui en Bulbuente
La familia de Francisco Navarro, se asentó en Bulbuente sobre el siglo XV, proveniente de la localidad navarra de Eugui. En 1571 a iniciativa del párroco mosén Juan Navarro familiar de Francisco, levantaron la capilla que fue dedicada a Nuestra Señora y a San Miguel, aunque durante algún tiempo advocó a la Inmaculada Concepción. Esta capilla quedó en abandono pronto, ya que no tenía uso, aunque existía una capellanía laica formada por familiares del párroco, que mandaban hacer tres misas semanales. Los padres y abuelos de Francisco están enterrados en esa capilla según consta en su testamento.
Más tarde la familia Navarro de Eugui se trasladó a Borja, donde queda la casa de los Navarro de Eugui, que en la actualidad pertenece a los marquéses de González de Castejón, descendientes de la familia.
| Predecesor: Martín de Mezquita    | canónigo y tesorero de la catedral de Tarazona 1594-1628 | Sucesor:                  |
| Predecesor: Juan Moriz de Salazar | Obispo de Huesca 1628-1641                               | Sucesor: Esteban de Esmir |